# Odessa (Washington)
Odessa je gradić u američkoj saveznoj državi Washington. Prema popisu stanovništva iz 2010. u njemu je živjelo 910 stanovnika.